# Підводні човни типу «Малютка»
| Підводні човни типу «Малютка» | Підводні човни типу «Малютка»               | Підводні човни типу «Малютка»               |
| ----------------------------- | ------------------------------------------- | ------------------------------------------- |
|                               |                                             |                                             |
|                               |                                             |                                             |
|                               |                                             |                                             |
| Під прапором                  | СРСР                                        | СРСР                                        |
| Спуск на воду                 | 1933—1946 рр (151 човен)                    | 1933—1946 рр (151 човен)                    |
| Виведений зі складу флоту     | 1941—1960 рр                                | 1941—1960 рр                                |
| Проєкт                        |                                             |                                             |
| Тип ПЧ                        | Малий дизель-електричний підводний човен    | Малий дизель-електричний підводний човен    |
| Вартість                      | 5,5-5,8 млн рублів (у цінах 40-их рр)       | 5,5-5,8 млн рублів (у цінах 40-их рр)       |
| Основні характеристики        |                                             |                                             |
| Швидкість (надводна)          | 13 — 14 вузлів (22-27 км/год)               | 13 — 14 вузлів (22-27 км/год)               |
| Швидкість (підводна)          | 7 — 7,8 вузлів (14 — 15 км/год)             | 7 — 7,8 вузлів (14 — 15 км/год)             |
| Робоча глибина занурення      | 50 м                                        | 50 м                                        |
| Гранична глибина занурення    | 60 м                                        | 60 м                                        |
| Автономність плавання         | 7 — 15 діб                                  | 7 — 15 діб                                  |
| Екіпаж                        | 20 — 36 осіб                                | 20 — 36 осіб                                |
| Розміри                       |                                             |                                             |
| Довжина найбільша (по КВЛ)    | 36,9 — 45 м                                 | 36,9 — 45 м                                 |
| Ширина корпусу найб.          | 3,13 — 3,5 м                                | 3,13 — 3,5 м                                |
| Середня осадка (по КВЛ)       | 2,58 — 2,85 м                               | 2,58 — 2,85 м                               |
| Водотоннажність надводна      | 157—350 т                                   | 157—350 т                                   |
| Озброєння                     |                                             |                                             |
| Артилерія                     | 45-мм/46 21-К гармата (195 набоїв)          | 45-мм/46 21-К гармата (195 набоїв)          |
| Торпедно- мінне озброєння     | Носові: 2-4 ТА калібру 533-мм (2-4 торпеди) | Носові: 2-4 ТА калібру 533-мм (2-4 торпеди) |

Підводні човни типу «Малютка» — серія дизель-електричних підводних човнів СРСР. Побудовано і передано флоту 151 човен цього проєкту. Проєкт виконувався у 4 серіях:
| Серія  | Прийняті флотом | Човнів |
| ------ | --------------- | ------ |
| VI     | 1933 - 1934     | 30     |
| VI-біс | 1934 - 1936     | 18     |
| XII    | 1936 - 1941     | 46     |
| XV     | 1941 - 1946     | 57     |

Призначалися для ближнього захисту берегів і морських баз але були здатні вести успішні бойові дії і біля берегів ворога. Брали активну участь у Другій світовій війні. У повоєнний час човни проєкту передавалися військовим флотам Болгарії, КНР, Єгипту, Польщі, Румунії.

## Історія
На початку 30-их років урядом було прийнято рішення про створення Тихоокеанського флоту. Через труднощі, котрі виникли при транспортуванні по залізниці човнів типу «Ленінець» і «Щука» у розібраному вигляді й їх подальшого складання, було прийнято рішення про проєктування класу малих підводних човнів, котрі би відповідали залізничному габаритові, що би дозволяло вільно перевозити їх по залізниці.
Розробкою керував О. М. Асафов, інженер Техбюро № 4, котрий раніше розробляв проєкт човнів типу «Правда». За основу був взятий дореволюційний проєкт човна типу «Мінога» з водотоннажністю у 120 тонн.
20 березня 1932 року Реввійскрада СРСР затвердила проєкт малого підводного човна серії VI, названого «Малютка».

## Конструкція
Півторакорпусна

## Інциденти
- 1934 року М-6, виконуючи навчальне завдання сів на мілину, в результаті чого отримав ушкодження — в носовій частині виникли вм'ятини і тріщина у корпусі. Короткий ремонт на базі усунув ушкодження.
- 21 вересня 1934 року через вихід з ладу клапану диферентної магістралі і помилки командира (залишили після аварії не закритими двері у 1-й і 4-й відсік) затонув човен М-8, загиблих не було і човен був піднятим і через місяць був відремонтованим.
- 1 червня 1948 року човен М-19 був протаранений човном М-12. Був піднятий і відремонтований.
- 22 вересня 1943 року при зануренні на ходу через помилки у розрахунку прийняття води у врівноважувальну і диферентну цистерни човен М-51 пішов під воду з відкритим рубочним люком. Загинуло 8 осіб, у тому числі й командир, 11 врятувалися; 6 вийшли через кормовий люк і 5 через носові торпедні апарати і самостійно вплав дісталися берега. 25 вересня човен був піднятий і до кінця 1944 року був відремонтований.

## Бойове використання
На бойовому рахунку підводних човнів «Малютка» сумарно рахується 61 потоплене судно (з них 10 бойових кораблів), загальною водотоннажністю 135 512 брт, пошкоджено 8 суден загальною водотоннажністю 20 131 брт.
- М-51 здійснив 12 бойових походів.
- М-52 здійснив 8 бойових походів.
- М-77 здійснив 15 бойових походів у котрих провів сумарно 61 добу. У торпедні атаки не виходив, багаторазово використовувався для висадки розвідувально-десантних груп і для висадки десанту.
- М-96 здійснив 7 бойових походів у котрих провів сумарно 32 доби. 14 серпня потопив фінський транспорт «Хелен» (1 842 брт). Підірвався на міні в Нарвській затоці 8 вересня 1944 року, весь екіпаж загинув.
- М-104 здійснив 6 бойових походів у котрих провів сумарно 28 діб. Здійснив 3 безрезультатні торпедні атаки.

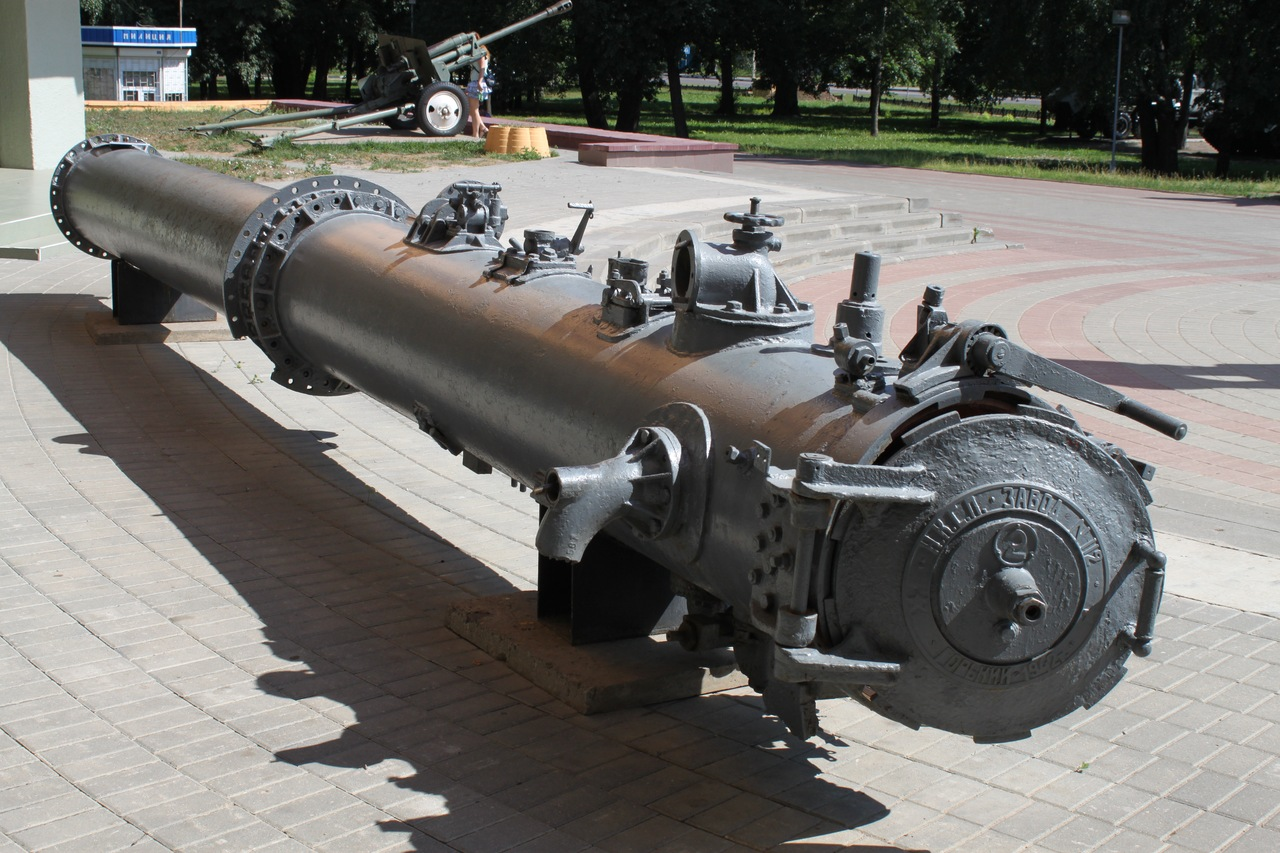
Торпедний апарат човна М-104 в ярославському Музей бойової слави (Ярославль)

- М-118 здійснив 3 бойових походи, потопив 1 жовтня 1942 року німецький транспорт «Зальцбург», в результаті чого загинуло більше 2000 радянських військовополонених, котрі перебували на його борту (командир Савін С. С.) М-118 був потоплений відразу після цього глибинною бомбою скинутою з румунського катера охорони конвою.
- М-51 здійснив 12 бойових походів.
- М-52 здійснив 8 бойових походів.
- М-54 здійснив 9 бойових походів. 2 жовтня 1943 року човен атакував німецький гідролітак. 3 січня 1944 року ухилився зануренням від німецького підводного човна U-18.
- М-55 здійснив 14 бойових походів, виконав 2-і безуспішні торпедні атаки з запуском 4 торпед. Човен став єдиним з серій VI і VI-біс котрий виконав бойові запуски торпед, усім іншим човнам такої нагоди не випало.
- М-72 здійснив 4 бойових походи в радянсько-фінську війну. 28 червня 1941 року підірвався на міні, ремонт був припинений і човен 2 грудня 1944 року був виведений зі складу флоту.
- М-74 здійснив 3 бойових походи в радянсько-фінську війну. Потоплений авіацією ворога 23 вересня 1941 року в Кронштадті.
- М-75 здійснив 5 бойових походів у радянсько-фінську війну.
- М-76 здійснив 3 бойових походи у радянсько-фінську війну.
- М-77 здійснив 4 бойових походи в радянсько-фінську війну і 15 бойових походів у часи німецько-радянської війни. За кількістю і часом бойових походів є самим активним човном серії.
- М-78 здійснив 4 бойових походи в радянсько-фінську війну. Потоплений 22 червня 1941 року німецьким підводним човном U-144 у місці з координатами 57°28′ пн. ш. 21°14′ сх. д. / 57.467° пн. ш. 21.233° сх. д., ставши першим човном СРСР потопленим у Другій світовій. Загинув весь екіпаж у кількості 16 осіб.
- М-79 здійснив 7 бойових походів.
- М-80 здійснив 2 бойових походи в радянсько-фінську війну.
- М-81 здійснив 4 бойових походи в радянсько-фінську війну і 1 бойовий похід у часи німецько-радянської війни. Підірвався на міні 1 липня 1941 біля острова Вормсі 59°08′6″ пн. ш. 22°58′4″ сх. д. / 59.13500° пн. ш. 22.96778° сх. д., вижило 3 члени екіпажу.
- М-83 здійснив 1 бойовий похід. Був підірваний екіпажем 27 червня 1941 року в Лібаві

## Представники

### Серія VI
Корпуси човнів виконувалися клепаними. Човни показали при випробуванні ряд недоліків, котрі були усунуті в подальших серіях проєкту: мали малу швидкість (близько 5 вузлів (9 км/год) час занурення близько 80 сек, що було явно недостатньо. Були оснащені одним гвинтом. Водотоннажність 157 тонн, повне 197 тонни. Було побудовано 30 човнів цієї серії, 28 були відправлені на Далекий Схід і передані Тихоокеанському флоту. Два були залишені на Чорноморському флоті для підготовки підводників. У 1944 році 6 човнів серії було повернуто на Чорноморський флот, 5 з котрих у 1946 році були виведені з складу флоту і очевидно передані Болгарії. Більшість човнів, котрі залишилися на Тихоокеанському флоті були у 1950—1951 роках мабуть передані КНР.
| Назва | Побудований (Заводський №) | Закладений                                                | Спущений на воду                              | Прийнятий флотом                                    | Виведений з Флоту |
| ----- | -------------------------- | --------------------------------------------------------- | --------------------------------------------- | --------------------------------------------------- | ----------------- |
| М-1   | Миколаїв (237)             | 3 жовтня 1932                                             | 9 квітня 1933, 8 квітня 1934 Владивосток      | 16 квітня 1934 (ТОФ)                                | 28 листопада 1950 |
| М-2   | Миколаїв (243)             | 29 серпня 1932                                            | 8 квітня 1933, 7 квітня 1934 Владивосток      | 28 квітня 1934 (ТОФ)                                | 18 січня 1951     |
| М-3   | Миколаїв (236)             | 2 жовтня 1932                                             | 16 березня 1933, 8-16 червня 1934 Владивосток | 22 червня 1934 (ТОФ)                                | 21 серпня 1952    |
| М-4   | Миколаїв (241)             | 1 квітня 1933                                             | 16-18 червня 1933, 2 червня 1934 Владивосток  | 2 липня 1934 (ТОФ)                                  | 28 листопада 1950 |
| М-5   | Миколаїв (245)             | 1932                                                      | 29 жовтня 1933, квітень 1834 Владивосток      | 6 липня 1834 (ТОФ)                                  | 18 січня 1951     |
| М-6   | Миколаїв (244)             | 1932                                                      | 24 квітня 1933, травень 1934 Владивосток      | 13 червня 1934 (ТОФ)                                | 18 січня 1951     |
| М-7   | Миколаїв (242)             | 19 квітня 1933                                            | 5 серпня 1933, червень 1934Владивосток        | 6 липня 1934 (ТОФ)                                  | 18 січня 1951     |
| М-8   | Миколаїв (238)             | 31 жовтня 1932                                            | 12 серпня 1933, травень 1934 Владивосток      | 5 червня 1934 (ТОФ)                                 | 8 вересня 1951    |
| М-9   | Миколаїв (240)             | 10-20 січня 1933                                          | 27 вересня 1933, травень 1934 Владивосток     | 5 липня 1934 (ТОФ)                                  | 19 січня 1951     |
| М-10  | Миколаїв (246)             | 1933                                                      | 24 серпня 1933, травень 1934 Владивосток      | 5 липня 1934 (ТОФ)                                  | 10 серпня 1951    |
| М-11  | Миколаїв (252)             | 16 травня 1933                                            | 29 листопада 1933, травень 1934 Владивосток   | 5 липня 1934 (ТОФ)                                  | 8 серпня 1951     |
| М-12  | Миколаїв (253)             | 26 травня 1933                                            | 2 грудня 1933, червень 1934 Владивосток       | 27 липня 1934 (ТОФ)                                 | 28 серпня 1951    |
| М-13  | Миколаїв (254)             | 7 липня 1933                                              | 21 грудня 1933, червень 1934 Владивосток      | 14 липня 1934 (ТОФ)                                 | 18 січня 1951     |
| М-14  | Миколаїв (248)             | 1933                                                      | 26 грудня 1933, червень 1934 Владивосток      | 10 липня 1934 (ТОФ)                                 | 10 серпня 1951    |
| М-15  | Миколаїв (247)             | 1933                                                      | 26 грудня 1933, червень1934 Владивосток       | 14 липня 1934 (ТОФ)                                 | 10 серпня 1951    |
| М-16  | Миколаїв (260)             | 5 серпня 1933                                             | 28 грудня 1933, червень 1934 Владивосток      | 22 липня 1934 (ТОФ)                                 | 10 серпня 1951    |
| М-17  | Миколаїв (257)             | 16 липня 1933                                             | 27 березня 1934, червень 1934Владивосток      | 21 липня 1934 (ТОФ)                                 | 1 вересня 1951    |
| М-18  | Миколаїв (259)             | 18 липня 1933                                             | 24 грудня 1933, червень 1934 Владивосток      | 22 липня 1934 (ТОФ)                                 | 1 вересня 1951    |
| М-19  | Миколаїв (258)             | 12-20 липня 1933                                          | 14 травня 1934, липень 1934 Владивосток       | 28 серпня 1934 (ТОФ)                                | 18 січня 1951     |
| М-20  | Миколаїв (262)             | 25 серпня 1933                                            | 17 березня 1934, серпень 1934 Владивосток     | 23 вересня 1934 (ТОФ)                               | 28 серпня 1951    |
| М-21  | Миколаїв (263/566)         | 17-27 вересня 1933                                        | 1934, серпень 1934 Владивосток                | 23 вересня 1934 (ТОФ)                               | 28 серпня 1951    |
| М-22  | Миколаїв (264/567)         | 6 жовтня 1933                                             | 15 травня 1934, вересень 1934 Владивосток     | 10 жовтня 1934 (ТОФ)                                | 18 січня 1951     |
| М-23  | Миколаїв (250)             | весною 1933                                               | 16 травня 1934, вересень 1934 Владивосток     | 10 жовтня 1934 (ТОФ - ЧФ з жовтня 1944)             | 31 травня 1946    |
| М-24  | Миколаїв (265)             | 21 жовтня 1933                                            | 1 липня 1934, вересень 1934 Владивосток       | 10 жовтня 1934 (ТОФ - ЧФ з жовтня 1944)             | 31 травня 1946    |
| М-25  | Миколаїв (251)             | весна 1933                                                | 16 червня 1934, жовтень 1934 Владивосток      | 18 листопада 1934 (ТОФ - ЧФ з жовтня 1944)          | 31 травня 1946    |
| М-26  | Миколаїв (249)             | весна 1933                                                | 14 квітня 1934, жовтень 1934 Владивосток      | 18 листопада 1934 (ТОФ - ЧФ з жовтня 1944)          | 31 травня 1946    |
| М-27  | Миколаїв (255)             | 14 червня 1933, після пожежі перезакладений 2 лютого 1934 | 23 липня 1934, листопад 1934 Владивосток      | 31 грудня 1934 (ТОФ - ЧФ з жовтня 1944)             | 31 травня 1946    |
| М-28  | Миколаїв (256)             | 12 липня 1933                                             | 21 червня 1934, липень 1934 Владивосток       | 16 липня 1934 (ТОФ - ЧФ з жовтня 1944)              | 28 січня 1950     |
| М-51  | Миколаїв (239)             | 17 листопада 1932                                         | 22 травня 1933                                | 9 вересня 1934 (ЧФ)                                 | 28 листопада 1950 |
| М-52  | Миколаїв (261)             | 15 серпня 1933                                            | 31 грудня 1933 (18 січня 1934                 | 9 вересня 1934 (ЧФ — з 13 січня по жовтень 1943 Кф) | 20 липня 1945     |

### Серія VI-біс
Будувалися за вдосконаленим проєкту. Корпус виконувався зварним. Зменшився час екстреного занурення. Встановлено електричне управління носовими і горизонтальними рулями. Зросла надводна швидкість човна до 13,2 вузлів (25 км/год), підводна до 7, 16 вузлів (13 км/год). Автономність зросла до 10 діб. Водотоннажність 161 тонна, повна 202 тонни. Довжина 37,5 м. Оснащені одним гвинтом. Усі човни серії були передані флоту до листопада в 1934 року: 12 Балтійському флоту і 6 Тихоокеанському флоту.
| Назва | Побудований (Заводський №) | Закладений              | Спущений на воду                    | Прийнятий флотом                                                        | Виведений з Флоту                                                           |
| ----- | -------------------------- | ----------------------- | ----------------------------------- | ----------------------------------------------------------------------- | --------------------------------------------------------------------------- |
| М-43  | Ленінград (58, як М-82)    | 2 лютого 1934           | 10 червня 1935                      | 6 листопада 1935 (БФ, з 27 жовтня 1939 на ТОФ)                          | 28 листопада 1950                                                           |
| М-44  | Миколаїв (60, як М-84)     | 10 березня 1934         | 15 липня 1935                       | 27-29 листопада 1935 (БФ, з 27 жовтня на ТОФ)                           | 28 листопада 1950                                                           |
| М-45  | Миколаїв (294)             | 29 травня 1934          | 23 квітня (15 липня) 1935           | 4 листопада 1935, (26 червня 1936 — БФ як М-85, з 27 жовтня 1939 - ТОФ) | 28 листопада 1950                                                           |
| М-46  | Миколаїв (301)             | 29 серпня 1934          | 25 травня (15 червня) 1935 як М-86) | 4 листопада1935 (БФ, з 27 жовтня 1939 на ТОФ)                           | 28 листопада 1950                                                           |
| М-47  | Миколаїв (287)             | 10 лютого 1934          | 23 грудня (18 жовтня) 1934          | 15 червня 1935 (ЧФ, з 27 жовтня 1939 на ТОФ)                            | 28 листопада 1950                                                           |
| М-48  | Миколаїв (1047)            | 25 березня 1935 як М-56 | 20 листопада 1935                   | 19-21 жовтня 1936 (ЧФ, з 27 жовтня 1939 на ТОФ)                         | 28 листопада 1950                                                           |
| М-49  | Горький (248, як М-57)     | 26 липня 1937           | 25 січня 1939                       | 3 серпня 1939 (ЧФ, з 15 листопада 1939 на ТОФ)                          | 10-16 серпня 1941, ймовірно підірвався на радянській міні, загинуло 22 чол. |
| М-54  | Миколаїв                   | 20 грудня 1934          | 15 вересня 1935                     | 14 жовтня 1936 (ЧФ)                                                     | 19 грудня 1944                                                              |
| М-55  | Миколаїв (1046)            | 25 березня 1935         | 20 листопада 1935                   | 17 жовтня 1936 (ЧФ)                                                     | 1 лютого 1945                                                               |
| М-71  | Миколаїв (289)             | 10 березня 1934         | 31 грудня 1934 Ленінград            | 13 вересня 1935 (БФ)                                                    | 23 червня 1941, підірваний екіпажем на базі в Лібаві                        |
| М-72  | Миколаїв (288)             | 10 березня 1934         | 23 грудня 1934 Ленінград            | 13 вересня 1935 (БФ)                                                    | 2 грудня 1944                                                               |
| М-73  | Миколаїв (291)             | 10 березня 1934         | 5 січня1935 Ленінград               | 13 вересня 1935 (БФ)                                                    | 1944                                                                        |
| М-74  | Миколаїв (290)             | 10 березня 1934         | 31 грудня 1934 Ленінград            | 13 вересня 1935 (БФ)                                                    | 23 вересня 1941 потоплений авіацією                                         |
| М-75  | Миколаїв (292)             | 10 березня 1934         | 5 лютого 1935 Ленінград             | 13 вересня 1935 (БФ)                                                    | 1944                                                                        |
| М-76  | (293)                      | 10 березня 1934         | 8 лютого 1935 Ленінград             | 13 вересня 1935 (БФ)                                                    | 1944                                                                        |
| М-77  | Миколаїв (61/294)          | 10 березня 1934         | 21 березня 1936 Ленінград           | 19 червня 1936 (БФ)                                                     | 22 лютого 1949                                                              |
| М-78  | Миколаїв (301)             | 1935                    | 21 березня1936 Ленінград            | 25 липня 1936 (БФ)                                                      | 22 червня 1941                                                              |
| М-79  | Миколаїв (302)             | 25 серпня 1934          | 15 вересня 1935 Ленінград           | 10 жовтня 1936 (БФ)                                                     | 22 лютого 1949                                                              |
| М-80  | Миколаїв (303)             | 25 серпня 1934          | 15 вересня 1935 Ленінград           | 22 липня 1936 (БФ)                                                      | 24 червня 1941                                                              |
| М-81  | Миколаїв (304)             | 25 серпня 1934          | 15 вересня 1935 Ленінград           | 22 липня 1936 (БФ)                                                      | 1 липня 1941                                                                |
| М-83  | Ленінград (59)             | 10 лютого 1934          | 1 червня 1935                       | 8 листопада (вересня) 1935 (БФ)                                         | 27 червня 1941 підірваний екіпажем на базі в Лібаві                         |

### Серія XII
Конструктором цієї серії був П. І. Сердюк. Було побудовано 46 човнів цього проєкту, 28 до війни. Водотоннажність 206 тонн, повна 258 тонн. Довжина 44,5 м. Оснащені одним гвинтом. Балтійського флоту отримав 9 човнів, Чорноморський флот — 10 човнів, Північний флот — 6 човнів, Тихоокеанський флот — 3. Ще 18 човнів були передані флоту в часи війни.
| Назва | Побудований (Заводський №) | Закладений     | Спущений на воду        | Прийнятий флотом       | Виведений з Флоту               |
| ----- | -------------------------- | -------------- | ----------------------- | ---------------------- | ------------------------------- |
| М-30  |                            |                |                         |                        |                                 |
| М-31  |                            |                |                         |                        |                                 |
| М-32  |                            |                |                         |                        |                                 |
| М-33  |                            |                |                         |                        |                                 |
| М-43  |                            |                |                         |                        |                                 |
| М-35  | Миколаїв                   |                | 20 серпня 1940          |                        | 17 серпня 1953                  |
| М-36  |                            |                |                         |                        |                                 |
| М-49  |                            |                |                         |                        |                                 |
| М-49  |                            |                |                         |                        |                                 |
| М-58  |                            |                |                         |                        |                                 |
| М-59  |                            |                |                         |                        |                                 |
| М-60  |                            |                |                         |                        |                                 |
| М-62  |                            |                |                         |                        |                                 |
| М-63  |                            |                |                         |                        |                                 |
| М-90  |                            |                |                         |                        |                                 |
| М-92  |                            |                |                         |                        |                                 |
| М-94  |                            |                |                         |                        |                                 |
| М-95  |                            |                |                         |                        |                                 |
| М-96  | Горький                    | 26 липня 1937  | 20 липня 1938           | 20 листопада 1939 (БФ) | 8 вересня 1944 загинула на міні |
| М-97  |                            |                |                         |                        |                                 |
| М-98  |                            |                |                         |                        |                                 |
| М-99  |                            |                |                         |                        |                                 |
| М-102 |                            |                |                         |                        |                                 |
| М-103 |                            |                |                         |                        |                                 |
| М-104 | Горький                    | 29 жовтня 1940 | 10 квітня 1941          | 1 вересня 1942 (ПФ)    | 1960                            |
| М-105 |                            |                |                         |                        |                                 |
| М-106 |                            |                |                         |                        |                                 |
| М-107 |                            |                |                         |                        |                                 |
| М-108 |                            |                |                         |                        |                                 |
| М-111 |                            |                |                         |                        |                                 |
| М-112 |                            |                |                         |                        |                                 |
| М-113 |                            |                |                         |                        |                                 |
| М-114 |                            |                |                         |                        |                                 |
| М-115 |                            |                |                         |                        |                                 |
| М-116 |                            |                |                         |                        |                                 |
| М-117 |                            |                |                         |                        |                                 |
| М-118 | Горький                    | жовтень 1940   | 30 червня 1941 Миколаїв | (ЧФ)                   | 1 жовтня 1942                   |
| М-119 |                            |                |                         |                        |                                 |
| М-120 |                            |                |                         |                        |                                 |
| М-121 |                            |                |                         |                        |                                 |
| М-122 |                            |                |                         |                        |                                 |
| М-171 |                            |                |                         |                        |                                 |
| М-172 |                            |                |                         |                        |                                 |
| М-173 |                            |                |                         |                        |                                 |
| М-174 |                            |                |                         |                        |                                 |
| М-175 |                            |                |                         |                        |                                 |
| М-176 |                            |                |                         |                        |                                 |

### Серія XV
Головний човен серії був закладеним 31 березня 1940 року. Побудовано і передано флоту 57 човнів. 4 човни до війни, а усі інші в часи війни і післявоєнний час. Конструктором був Ф.Ф. Полушкін Баластні цистерни були винесені з міцного корпусу і розміщені у булях. При транспортуванні булі знімалися, що звільнювало обмежений залізничним стандартом розмір по ширині човна. Водотоннажність 350 тонн, повна 420 тонн. Довжина 53 м. Човен став двовальним і двогвинтовим, що суттєво покращило його живучість. Автономність плавання зросла до 15 діб. Збільшення довжини призвело до підвищення надводної швидкості, але підводна знизилась.
| Назва         | Побудований (Заводський №) | Закладений | Спущений на воду | Прийнятий флотом | Виведений з Флоту |
| ------------- | -------------------------- | ---------- | ---------------- | ---------------- | ----------------- |
| М-200 «Мєсть» |                            |            |                  |                  |                   |
| М-201         |                            |            |                  |                  |                   |
| М-202         |                            |            |                  |                  |                   |
| М-203         |                            |            |                  |                  |                   |
| М-204         |                            |            |                  |                  |                   |
| М-205         |                            |            |                  |                  |                   |
| М-206         |                            |            |                  |                  |                   |
| М-214         |                            |            |                  |                  |                   |
| М-215         |                            |            |                  |                  |                   |
| М-216         |                            |            |                  |                  |                   |
| М-217         |                            |            |                  |                  |                   |
| М-218         |                            |            |                  |                  |                   |
| М-219         |                            |            |                  |                  |                   |
| М-234         |                            |            |                  |                  |                   |
| М-235         |                            |            |                  |                  |                   |
| М-236         |                            |            |                  |                  |                   |
| М-237         |                            |            |                  |                  |                   |
| М-238         |                            |            |                  |                  |                   |
| М-239         |                            |            |                  |                  |                   |
| М-240         |                            |            |                  |                  |                   |
| М-241         |                            |            |                  |                  |                   |
| М-242         |                            |            |                  |                  |                   |
| М-243         |                            |            |                  |                  |                   |
| М-244         |                            |            |                  |                  |                   |
| М-245         |                            |            |                  |                  |                   |
| М-246         |                            |            |                  |                  |                   |
| М-247         |                            |            |                  |                  |                   |
| М-248         |                            |            |                  |                  |                   |
| М-249         |                            |            |                  |                  |                   |
| М-250         |                            |            |                  |                  |                   |
| М-251         |                            |            |                  |                  |                   |
| М-252         |                            |            |                  |                  |                   |
| М-253         |                            |            |                  |                  |                   |
| М-270         |                            |            |                  |                  |                   |
| М-271         |                            |            |                  |                  |                   |
| М-272         |                            |            |                  |                  |                   |
| М-273         |                            |            |                  |                  |                   |
| М-274         |                            |            |                  |                  |                   |
| М-275         |                            |            |                  |                  |                   |
| М-276         |                            |            |                  |                  |                   |
| М-277         |                            |            |                  |                  |                   |
| М-278         |                            |            |                  |                  |                   |
| М-278         |                            |            |                  |                  |                   |
| М-279         |                            |            |                  |                  |                   |
| М-280         |                            |            |                  |                  |                   |
| М-281         |                            |            |                  |                  |                   |
| М-282         |                            |            |                  |                  |                   |
| М-283         |                            |            |                  |                  |                   |
| М-284         |                            |            |                  |                  |                   |
| М-285         |                            |            |                  |                  |                   |
| М-286         |                            |            |                  |                  |                   |
| М-287         |                            |            |                  |                  |                   |
| М-288         |                            |            |                  |                  |                   |
| М-289         |                            |            |                  |                  |                   |
| М-290         |                            |            |                  |                  |                   |
| М-291         |                            |            |                  |                  |                   |
| М-292         |                            |            |                  |                  |                   |
| М-293         |                            |            |                  |                  |                   |
| М-294         |                            |            |                  |                  |                   |